# 날아라 허동구
《날아라 허동구》는 2007년 공개된 대한민국의 영화이다.

## 배역
- 정진영 : 허진규 역
- 최우혁 : 허동구 역
- 윤찬 : 김준태 역
- 권오중 : 권 코치 역
- 신정근 : 상철 역
- 이예원 : 담임 역
- 홍순창 : 교장 역
- 박경옥 : 상철 부인 역
- 김탄현 : 집주인 아들 역
- 김광식 : 통닭 배달원 역
- 김병철 : 야구 심판 역
- 원장희 : 민수 역
- 문가영 : 오예령 역
- 염동헌 : 약사 역
- 유하복 : 환자 남편 역
- 이원종 : 부동산 사장 역 (우정출연)